# گت‌والا
گت‌والا (به انگلیسی: Gatwala) یک منطقهٔ مسکونی در پاکستان است.